# Julien Ier d'Antioche
Julien Ier d'Antioche fut le quarantième patriarche d'Antioche selon le décompte de l'Église jacobite.